# باتي ديوتش
باتي ديوتش (بالإنجليزية: Patti Deutsch)‏ هي ممثلة أمريكية، ولدت في 16 ديسمبر 1943 في بيتسبرغ في الولايات المتحدة، وتوفيت في 26 يوليو 2017 في لوس أنجلوس في الولايات المتحدة بسبب سرطان.

## أعمال

### أفلام
- حياة الإمبراطور الجديدة[8][9][10]
- طرزان[11][12][13]

## وصلات خارجية
- باتي ديوتش على موقع IMDb (الإنجليزية)
- باتي ديوتش على موقع روتن توميتوز (الإنجليزية)
- باتي ديوتش على موقع ألو سيني (الفرنسية)
- باتي ديوتش على موقع تيرنر كلاسيك موفيز (الإنجليزية)
- باتي ديوتش على موقع أول موفي (الإنجليزية)
- باتي ديوتش على موقع قاعدة بيانات الأفلام السويدية (السويدية)
- باتي ديوتش على موقع إن إن دي بي (الإنجليزية)
- باتي ديوتش على موقع ديسكوغز (الإنجليزية)
- باتي ديوتش على موقع قاعدة بيانات الفيلم (الإنجليزية)
- باتي ديوتش على موقع كينوبويسك (الروسية)